# Guerre russo-turque de 1877-1878
Pour les articles homonymes, voir Guerre russo-turque.
Guerre russo-turque
La guerre russo-turque de 1877-1878 est un conflit qui oppose l'Empire ottoman à l'Empire russe, allié à la Roumanie, à la Serbie et au Monténégro. C'est le premier conflit ayant comme toile de fond le « panslavisme », assignant à la Russie le devoir de « libérer les peuples slaves méridionaux de la domination ottomane » et d'encourager l'« austroslavisme » culturel des peuples slaves occidentaux sous domination austro-hongroise.

## Dénomination
En Turquie le conflit est retenu sous le nom de « guerre de 93 » (en turc : 93 Harbi), 1293 étant l'année du conflit dans le calendrier musulman.

## Contexte
Le « panslavisme » avait commencé à se développer quelques années auparavant, mais il se concrétise sur le terrain par la révolte de la Bosnie-Herzégovine en 1875, et surtout par l'insurrection bulgare d'avril 1876 réprimée dans le sang : 1 500 Bulgares sont alors massacrés par les bachi-bouzouks ottomans. Les Ottomans avaient perdu la guerre russo-turque de 1828-1829, les Russes qui savent que la Sublime Porte est en déclin profitent pour l’attaquer encore des années après cette guerre. À la suite des défaites successives face aux forces Russes, les Turcs perdent le contrôle du Caucase. Ils essayeront de le reconquérir pendant la Campagne du Caucase mais sans succès.
Durant ce conflit, on s'en émeut non seulement en Russie, mais aussi ailleurs en Europe. W. T. Stead ou William Ewart Gladstone au Royaume-Uni et Victor Hugo en France protestent solennellement. Une crise de régime renverse le sultan ottoman Abdulaziz ; lui succèdent Murad V, déposé après 90 jours de règne, puis Abdülhamid II.
L'empire russe, reconnu « protecteur des chrétiens orthodoxes de l'Empire ottoman » depuis le traité de Koutchouk-Kaïnardji (1774) tente de profiter de cette crise institutionnelle au sein de l'Empire ottoman. Le Tsar Alexandre II désapprouve cependant l'action du général Mikhaïl Tcherniaïev, héros de la conquête russe de l'Asie centrale, qui se joint de sa propre initiative aux troupes serbes et s'empresse, en juin, de déclarer la guerre à l'Empire ottoman. Les armées serbe et monténégrine attaquent les troupes ottomanes mais ni les Bosniaques, ni les Bulgares, n'osent alors se soulever. Tcherniaïev s'avère un mauvais stratège, le général turc Osman Pacha réprime sans peine son offensive et les puissances européennes obtiennent un premier armistice. Les armées serbes et monténégrine continuent seules leurs actions et les troupes ottomanes avancent vers Belgrade, mais un ultimatum russe les fait reculer. Un second armistice est décrété le 3 novembre.

## La conférence de Constantinople
Un mois plus tard débute la conférence de Constantinople, à laquelle participent l'Empire russe, l'Autriche-Hongrie et le Royaume-Uni. Les deux premières puissances exigent l'autonomie territoriale des territoires à majorité chrétienne (déjà effective pour la Serbie depuis 1817 et pour les deux principautés roumaines de Moldavie et Valachie depuis le Moyen Âge, mais que Russes et Austro-Hongrois souhaitent étendre aux vilayets de Bosnie et d'Herzégovine, à la Macédoine et à la Bulgarie danubienne). En cas de refus ottoman, elles menacent d'armer les futurs soulèvements, préludes à un démembrement de l'Empire turc.
L'Empire britannique en revanche soutient l'indivisibilité de l'Empire ottoman mais, par la voix de William Ewart Gladstone, presse le gouvernement turc d'octroyer une nouvelle Constitution, promulguée le 23 décembre 1876, qui transforme la Turquie en une monarchie constitutionnelle. C'est un revers pour la diplomatie russe. Durant l'hiver, Alexandre II rencontre François-Joseph et garantit à l'Autriche-Hongrie l'administration de la Bosnie-Herzégovine si elle proclame sa neutralité dans la guerre qu'il prépare. La neutralité austro-hongroise garantie, la Russie déclare la guerre à la Turquie le 24 avril 1877.

## Les alliances
Durant l'hiver, la Russie a également négocié une alliance avec les pays chrétiens du bas-Danube et des Balkans, toujours tributaires du sultan ottoman. La Roumanie entre en guerre contre l'Empire ottoman pour obtenir la reconnaissance internationale de son indépendance, une indemnité de guerre et la Dobroudja du Nord avec le delta du Danube.
La Serbie est plus réticente car elle revendique la Bosnie-Herzégovine promise à l'Autriche-Hongrie, la région de Niš et la Macédoine du Nord qu'une Bulgarie indépendante ne manquera pas de lui disputer. Mais elle entre finalement en guerre le 10 décembre 1877, ne fût-ce que pour obtenir, elle aussi, la reconnaissance internationale de son indépendance.
La Grèce est également sollicitée mais, encouragée secrètement par le gouvernement de Londres, fait traîner les négociations en longueur, maintenant sa neutralité. Le comte Nikolaï Pavlovitch Ignatiev déplore l'attentisme grec : il espérait qu'une participation de la Grèce aurait rapproché les intérêts grecs de ceux des autres chrétiens orthodoxes des Balkans, et donc de ceux de leur « protectrice » la Russie. Ignatiev raconte dans ses Notes que l'empereur Alexandre II lui avait dit les larmes aux yeux : « Ce sont les Anglais qui en sont responsables devant l'histoire. Leurs conseils perfides ont ruiné le malheureux Sultan et m'ont forcé à aller plus loin que j'en avais l'intention ».

## Les opérations

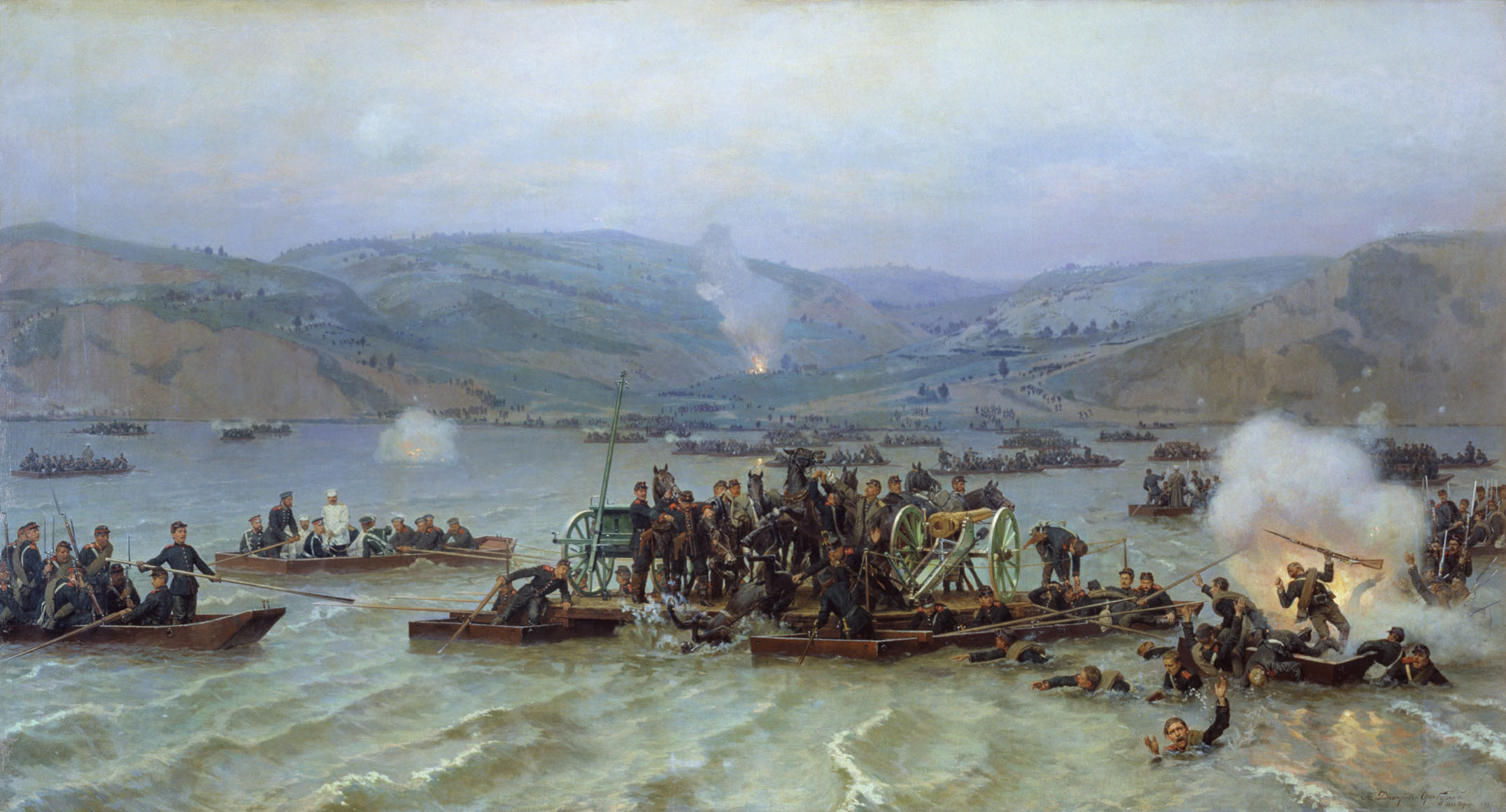
Le passage du Danube par les forces russes, toile de N. Dmitriev-Orenbourgsky, 1883.

La Russie mène la guerre sur deux fronts, dans le Caucase et dans les Balkans.

### Opérations dans le Caucase

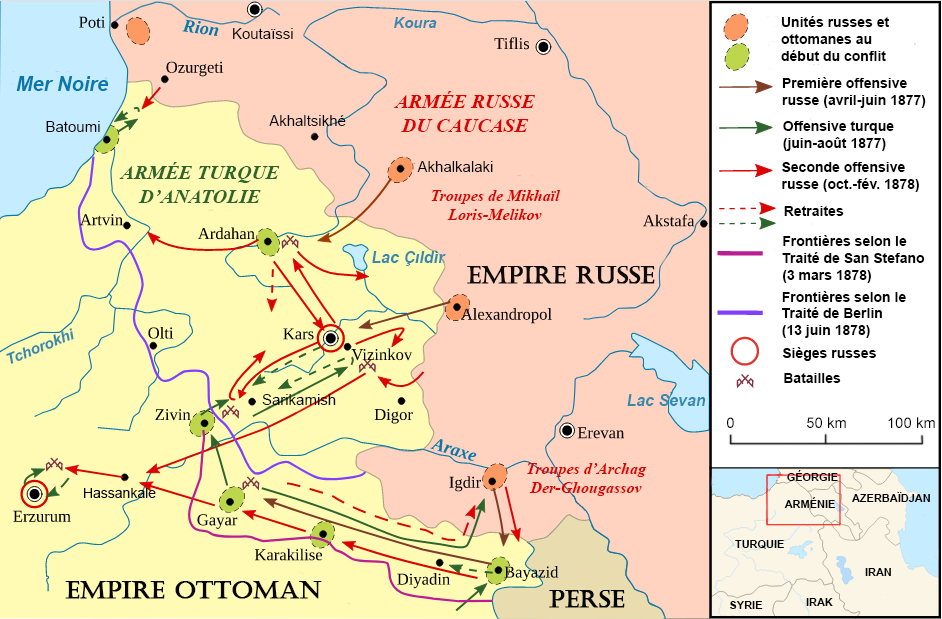
Le front du Caucase.

L’offensive caucasienne est menée par Mikhaïl Loris-Melikov. Il s’empare d’abord de la forteresse d’Ardahan, puis entre en Arménie et marche sur Erzéroum. Il assiège la ville de Kars mais sa défaite de Kızıl Tepe le contraint à reculer. Ce n’est qu'en janvier 1878 que, renforcé par des nouvelles troupes, il réussit à prendre Kars et reprend sa marche vers Erzéroum.

### Opérations dans les Balkans

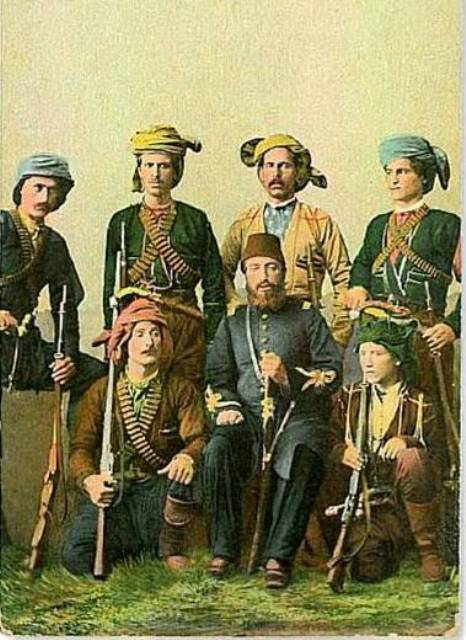
Le général turc Ali Pacha Çürüksulu entouré de volontaires Lazes et Circassiens pendant la guerre russo-turque (1877-78). À la fin de la guerre, il veille à ce que ses hommes et leurs familles puissent s'établir à Fatsa, sur la mer Noire, où leurs descendants vivent aujourd'hui.

Le 27 juin 1877, la principale armée russe, accompagnée des troupes roumaines, franchit le Danube à Sistova, occupe la Bulgarie danubienne mais s’empêtre dans les cols des Balkans (notamment le col de Chipka) où les Ottomans tentent de l'arrêter. De leur côté les troupes roumaines, qu’appuient les volontaires bulgares, entreprennent d’assiéger Plevna tenue par Osman Pacha, qui capitule le 7 décembre.
Cela ouvre la route aux armées russes qui, en janvier, débouchent en Roumélie orientale et dans la plaine de Thrace, se dirigeant vers Constantinople. Le 19 janvier, les Turcs, à bout de souffle, demandent un armistice. Le lendemain, les Russes et les volontaires bulgares s'emparent d'Andrinople. Inquiète de l'avance russe, la flotte britannique se positionne dans les Détroits et la Russie accepte de signer un armistice à Andrinople le 31 janvier. En février, des négociations sont entreprises à San Stefano, petit village situé près de Constantinople.

## Le traité de San Stefano

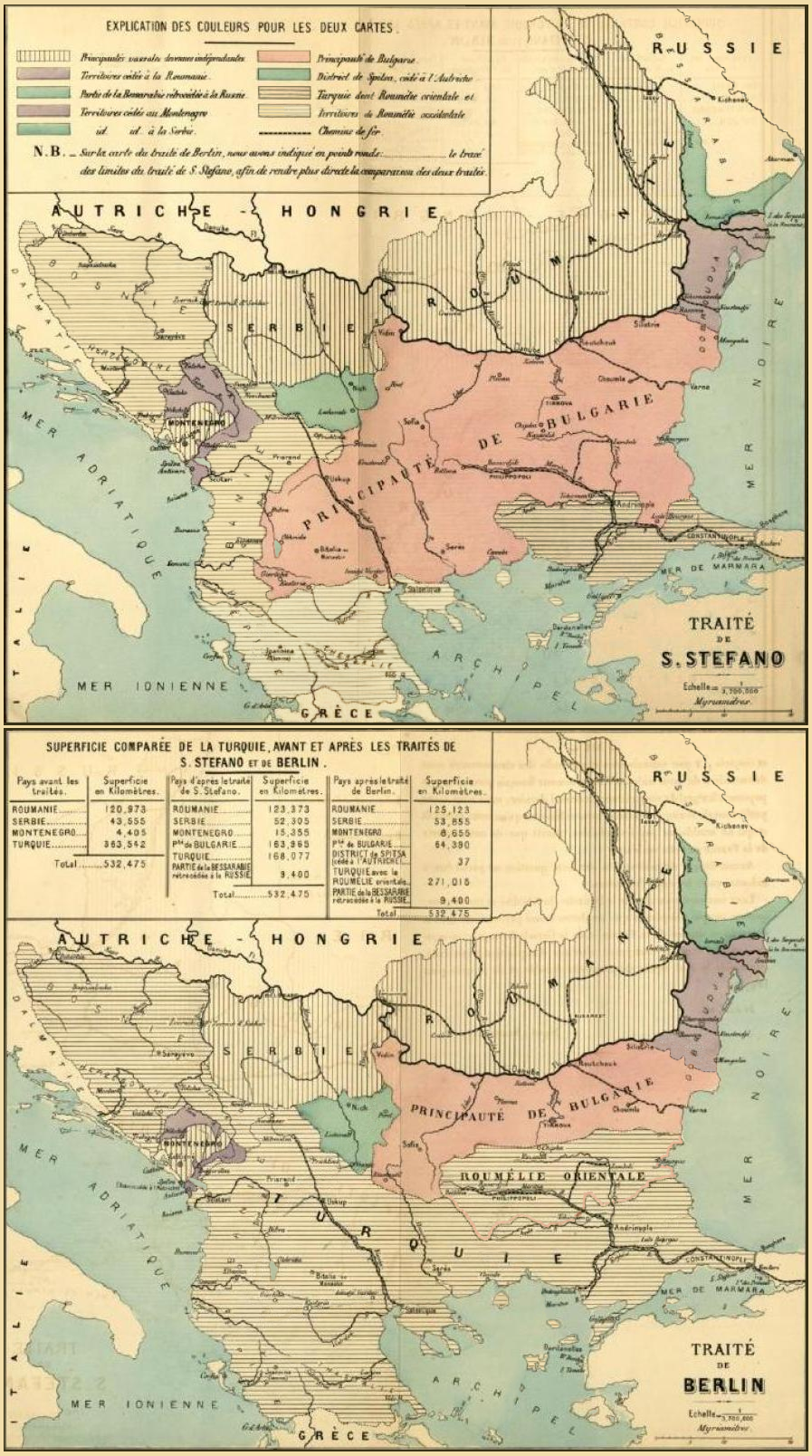
Comparaison entre les dispositions du traité de San Stefano et celles négociées au congrès de Berlin, avec le rétrécissement de la Bulgarie (rose).

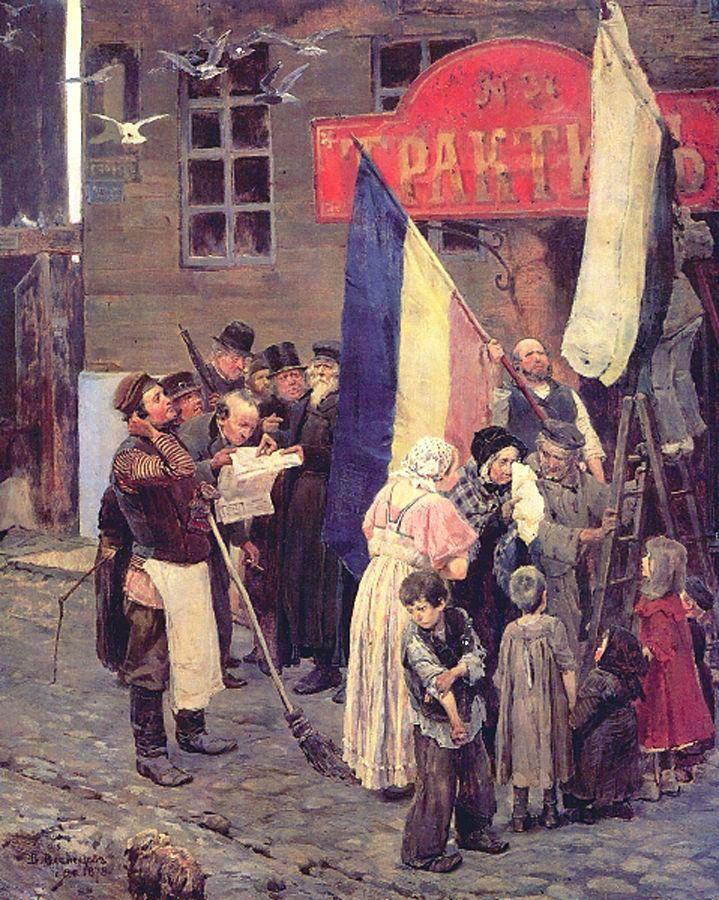
Annonce de la prise de Kars, toile de Viktor Vasnetsov (1848-1926).

Le 3 mars 1878, les belligérants signent le traité de San Stefano dans la banlieue de Constantinople. Le sultan reconnaît de facto la suprématie de la Russie dans les régions à majorité slave et orthodoxe des Balkans. Le tsar n'obtient pourtant, comme gain territorial, que la Bessarabie méridionale, prise à son alliée la Roumanie. En effet, les Russes avaient dû céder ce territoire (acquis par eux en 1812) lors de la guerre de Crimée, en 1856. En compensation, la Roumanie reçoit de l'Empire ottoman la Dobroudja du Nord et la reconnaissance de son indépendance qu'elle revendiquait. Dans le Caucase, la Russie acquiert Batoum, Kars, Ardahan et Bajazet. Elle occupe militairement la Bulgarie pendant deux ans.
Celle-ci, que les troupes turques doivent quitter, doit devenir une principauté autonome de la mer Noire à la mer Égée, incluant la Macédoine (la « Grande Bulgarie »). Cette date est la fête nationale bulgare, qui rappelle le combat pour l'indépendance, mené avec l'aide des Russes et des Roumains. Cette principauté doit rester vassale du Sultan ottoman, mais son prince doit être désigné par les Tsars russes.
La Serbie et le Monténégro obtiennent également la reconnaissance internationale de leur indépendance. Le Monténégro double son territoire vers le nord-ouest et n'est plus séparé de la Serbie que par le sandjak de Novipazar, territoire turc « protégé » (d’une éventuelle union serbo-monténégrine) par l'occupation militaire austro-hongroise.
Des protestations sont publiées dans les médias de ces différents pays. La Roumanie cède à son alliée la Russie la Bessarabie méridionale à contrecœur, et une partie des habitants de ce territoire sont obligés de passer en Dobrogée, aux terres moins fertiles. La Serbie juge qu'elle n'a obtenu qu'une trop petite partie des territoires peuplés de Serbes. Le Monténégro est mécontent parce qu'à quelques kilomètres près, il n'a toujours pas de débouché sur la mer Adriatique, l'Autriche-Hongrie s'y opposant.

## Le congrès de Berlin

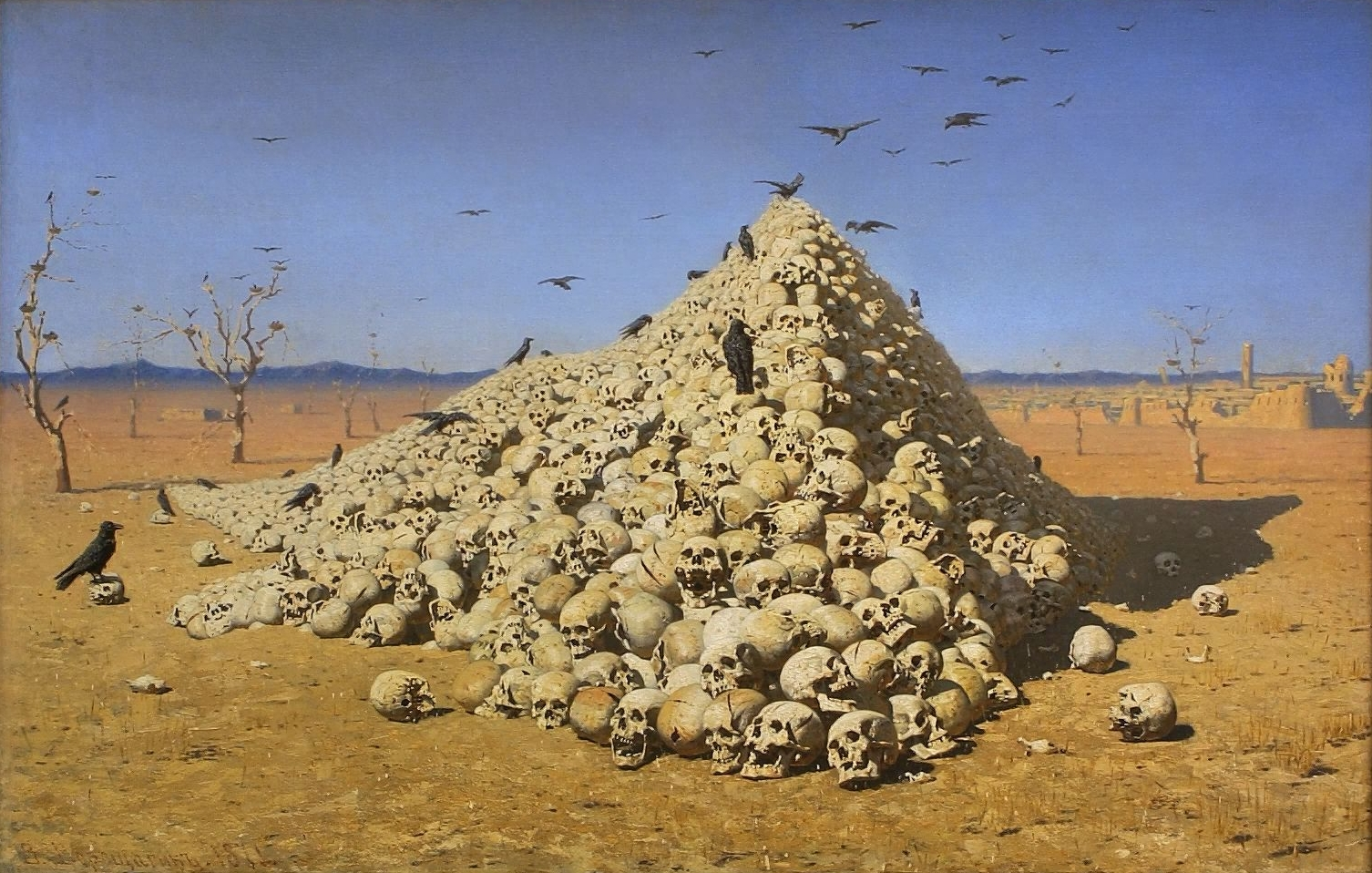
L'apothéose de la guerre, toile de Vassili Verechtchaguine (1871 - galerie Tretiakov). Ce peintre participa à la guerre de 1877. L'opinion publique russe fut scandalisée de voir le congrès de Berlin annuler la plupart des acquis du traité de San Stefano pour lesquels les soldats russes avaient été sacrifiés. Une vague d'anti-occidentalisme s'ensuivit.

La Grande-Bretagne estime que le traité de San Stefano met l'équilibre de l'Europe en péril. Pour elle, l'Empire russe est devenu trop puissant face à une « Sublime Porte » affaiblie. En outre, dans le « grand jeu » de la rivalité anglo-russe, la route des Indes, essentielle à l'empire britannique, pourrait se trouver menacée ou bloquée par une Russie qui détiendrait les Détroits et Constantinople. Durant la guerre, la Royal Navy se positionna en mer de Marmara pour protéger Constantinople, menacée par l'armée russe. De son côté, l'Autriche-Hongrie s'estime spoliée parce que le traité de San Stefano ne lui donnait pas la Bosnie-Herzégovine promise par les Russes.
Otto von Bismarck offre alors ses services et invite à Berlin les puissances européennes et la « Sublime Porte » pour négocier un nouvel accord de paix. Le congrès se tient en juin et juillet 1878. Les États balkaniques n'y sont pas admis mais peuvent envoyer des représentants pour y plaider leurs causes.
Un nouvel accord est signé le 14 juillet, mettant fin au projet de « Grande-Bulgarie », qui est coupée en deux : au nord, elle devient la principauté autonome de Bulgarie avec Sofia comme capitale ; au sud, la Roumélie orientale, semi-autonome, reste une province de la Turquie. La Thrace et la Macédoine restent dans l'Empire ottoman, au grand soulagement de leurs habitants musulmans, mais au grand dépit de leurs habitants chrétiens. La Russie et la Roumanie gardent à peu près leurs gains territoriaux acquis à San Stefano, sauf dans le Caucase où Bajazet est rendue à la Turquie. La Serbie voit son territoire agrandi vers Niš qu'elle revendiquait, mais en Bosnie-Herzégovine et dans le sandjak de Novipazar c'est l'Autriche-Hongrie qui obtient gain de cause « pour trente ans », empêchant la Serbie d'atteindre l'Adriatique et la séparant du Monténégro. Ce dernier obtient moins qu'à San Stefano mais acquiert un modeste débouché sur l'Adriatique à Bar et Ulcinj. Les gains austro-hongrois dans les Balkans seront une source de conflits grandissante avec la Serbie, qui aboutira à long terme à l'assassinat de François-Ferdinand, prétexte au déclenchement de la Première Guerre mondiale en 1914.
Cinq autres clauses accroissent notablement l'influence des puissances occidentales dans l'Empire ottoman :
- Chypre est cédée à l'Empire britannique ;
- le Royaume-Uni devient le protecteur officiel des Juifs de l'Empire ottoman ;
- la France devient la protectrice officielle des Chrétiens maronites et catholiques dits « levantins » de l'Empire ottoman et peut occuper la Tunisie ;
- l'Italie devient la protectrice officielle des Chrétiens et des Juifs de Tunisie et de Tripolitaine.

Les opinions russes et bulgares sont scandalisées par le traité de Berlin et y voient une trahison de la Russie et de son action libératrice au bénéfice des Chrétiens des Balkans et du Caucase. Il s'ensuivra une détérioration des relations germano-russes dans les années suivantes. L'Empire britannique, qui s'est positionné en protecteur de l'Empire ottoman et a limité ses pertes territoriales, comme il l'avait déjà fait (aux côtés de la France) pendant la guerre de Crimée, est désormais perçu par les Chrétiens ottomans comme une puissance hostile. Dans les années suivantes, la Bulgarie s'appuiera sur Moscou et Berlin pour tenter de retrouver ses frontières de San Stefano (sans y parvenir, sauf de façon éphémère durant les deux guerres mondiales). En fait, à San Stefano comme à Berlin, les grandes puissances n'ont, chacune, défendu que leurs propres intérêts géopolitiques, sans tenir compte des aspirations des populations locales, par ailleurs en partie antagonistes ; finalement, en 1878, l'Empire ottoman n'en perd pas moins de 220 000 km² et 5,5 millions d'habitants.

## Décorations
Dans la mesure où la guerre fut une victoire pour l'Empire russe, il est décidé de récompenser chaque personne ayant servi dans cette guerre contre les Ottomans. C'est par ailleurs qu'en 1878, l'Empire russe choisit d'honorer les anciens combattants de ce conflit par une médaille.

## Littérature
À la fin d'Anna Karénine, Tolstoï émet une critique de cette guerre, demandant pourquoi des hommes, s'imaginant représenter le peuple, iraient tuer d'autres hommes.
Le gambit turc de Boris Akounine, dont l'action se déroule en Bulgarie, au cours de la guerre russo-turque de 1877-1878.